# Pm36
Pm36 – parowóz pośpieszny polskiej konstrukcji z 1937 roku, o układzie osi 2'C1', zbudowany w liczbie dwóch egzemplarzy. Pierwszy, wyposażony w otulinę aerodynamiczną, został utracony podczas II wojny światowej. Drugi był nieczynnym eksponatem Muzeum Kolejnictwa, po odbudowie stacjonowała w parowozowni Wolsztyn jako czynna lokomotywa.

## Historia
Projekt parowozu powstał w roku 1936 w biurze konstrukcyjnym Pierwszej Fabryki Lokomotyw w Polsce (Fablok), na zlecenie Ministerstwa Komunikacji, reprezentowanego przez członka Rady Technicznej Ministerstwa, prof. Antoniego Xiężopolskiego, który przedstawił założenia wstępne do tego projektu. Głównym konstruktorem był prof. Kazimierz Zembrzuski. Lokomotywa była przewidziana jako parowóz pospieszny do ciągnięcia lekkich pociągów ekspresowych z dużą prędkością (do 140 km/h). W następnym roku wyprodukowano dla PKP doświadczalną serię dwóch maszyn, z czego pierwsza (Pm36-1, nr fabryczny 662), ukończona na początku 1937 roku, otrzymała wraz z tendrem otulinę aerodynamiczną, odsłaniająca jedynie koła napędowe. Jej kształt został zaakceptowany przez Instytut Aerodynamiczny Politechniki Warszawskiej, po badaniach w tunelu aerodynamicznym drewnianego modelu, wyprodukowanego przez Fablok w skali 1:20. Lokomotywa ta otrzymała złoty medal na Wystawie Techniki i Sztuki w Paryżu w roku 1937. W tym roku była określana jako „parówóz aerodynamiczny typu «Pacyfik»”. Druga lokomotywa Pm36-2, ukończona w październiku 1937, była dla celów porównawczych pozbawiona otuliny. Lokomotywy nieco różniły się charakterystykami: Pm36-1 był cięższy o 2,7 t w stanie próżnym, lecz dzięki otulinie rozwijał prędkość o 20 km/h większą (140 km/h). Obydwie maszyny były wykorzystywane w ruchu planowym do prowadzenia pociągów pośpiesznych, w eksploatacji badawczej pod nadzorem Referatu Doświadczalnego Ministerstwa Komunikacji. Dalszej serii nie budowano, gdyż charakterystyki parowozów, służących do prowadzenia lekkich ekspresów, nie do końca odpowiadały potrzebom przewozowym PKP.
W czasie II wojny światowej oba parowozy zostały przejęte przez władze niemieckie i były nadal wykorzystywane. Parowóz Pm36-1 został utracony, lecz okoliczności zakończenia jego eksploatacji nie zostały dokładnie ustalone. Parowóz został wcielony do kolei niemieckich DRG pod numerem 18 601. Początkowo pracował w dalszym ciągu na terenie dawnej warszawskiej dyrekcji kolei. Według niektórych źródeł, w październiku 1942 roku doszło do wytopienia korków łatwotopliwych i wyżarzenia skrzyni ogniowej, po czym został odesłany do Niemiec i przekazany ośrodkowi badawczemu niemieckich kolei LVA Grünewald, gdzie przeprowadzano jego badania. Następnie służył jako parowóz kompresyjny (hamulcowy) przy badaniach innych pojazdów, w międzyczasie zdjęto z niego otulinę aerodynamiczną. Według niektórych źródeł został złomowany podczas wojny, zaś według źródeł niemieckich w 1945 roku został zdobyty przez wojska radzieckie i odesłany do ZSRR, gdzie miał zostać złomowany w 1952 roku. 
Pm36-2 podczas kampanii wrześniowej znalazł się na wschodzie kraju, po czym został wcielony do kolei radzieckich, jeżdżąc na torze standardowej szerokości w rejonie Lwowa. Po ataku na ZSRR w 1941 roku został zdobyty przez Niemców. W 1944 roku został wyewakuowany do Austrii, skąd w 1947 roku wrócił do kraju. Po ponownym wejściu do inwentarza PKP otrzymał on numer Pm36-1 jako jedyna istniejąca lokomotywa serii. Pracował na liniach PKP w poznańskiej dyrekcji kolei, używany do pracy podrzędnej – ciągnięcia lekkich pociągów osobowych. W 1966 roku został wycofany z eksploatacji, a 19 czerwca 1970 skreślony z inwentarza PKP. Został następnie odstawiony w Tarnowskich Górach, a w 1973 roku jako nieczynny eksponat przekazany do Muzeum Kolejnictwa w Warszawie, które jest jego właścicielem.
W roku 1995, w związku z rocznicą 150-lecia kolei na ziemiach polskich, parowóz został wyremontowany w Zakładach Naprawczych Taboru Kolejowego w Pile i przywrócony do ruchu. Numer inwentarzowy zmieniono mu przy tym symbolicznie na dawny Pm36-2 i nazwano Piękna Helena. Tablice z „imieniem” Piękna Helena są dwujęzyczne umieszczone na wiatrownicach, lewa angielska, prawa polska. Stacjonuje obecnie w parowozowni Wolsztyn. Wykorzystywany do ciągnięcia tzw. pociągów retro, np. podczas imprezy Blues Express lub pociągu specjalnego „Pirat”. W latach 1997–2012 wielokrotnie brał udział w wolsztyńskiej Paradzie Parowozów. W kwietniu 2012 roku został wycofany z eksploatacji, w oczekiwaniu na kolejną naprawę.

## Właściwości trakcyjne
Maksymalna siła pociągowa maszyny jest ograniczona jej przyczepnością i wynosi 12 800 kG (125,5 kN). Pm36 opalany lepszym gatunkiem węgla mógł ciągnąć 4-osiowe wagony osobowe o masie 665 ton z prędkością 100 km/h lub 975 t – 90 km/h. Współczesny rekord prędkości Pm36-2 Piękna Helena to 128 km/h ustanowiony 19 stycznia 2003 roku na szlaku z Leszna do Poznania.

## Dane techniczne
Tender 32D36:
- liczba osi: 4
- masa tendra:
  - próżnego: 31,5 t (do Pm36-1); 32,9 t (do Pm 36-2)
  - służbowa: 70,5 t (do Pm36-1);  72,9 t (do Pm 36-2).
- pojemność tendra:
  - wody: 32 m³
  - węgla: 9,0 t

## Galeria

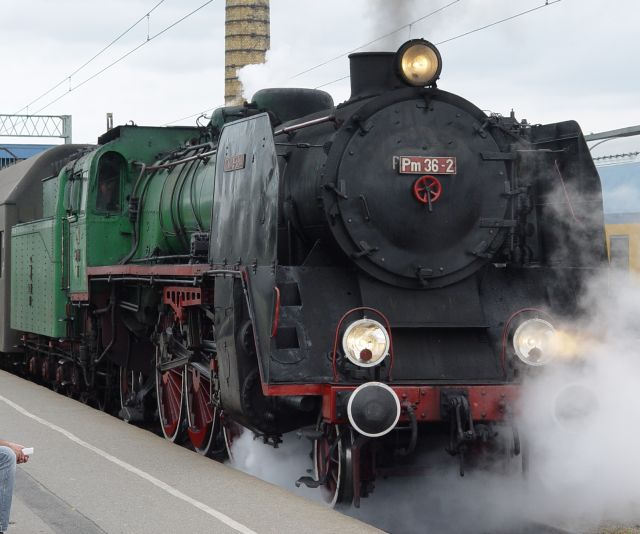
Pm36-2 z widocznymi  wiatrownicami
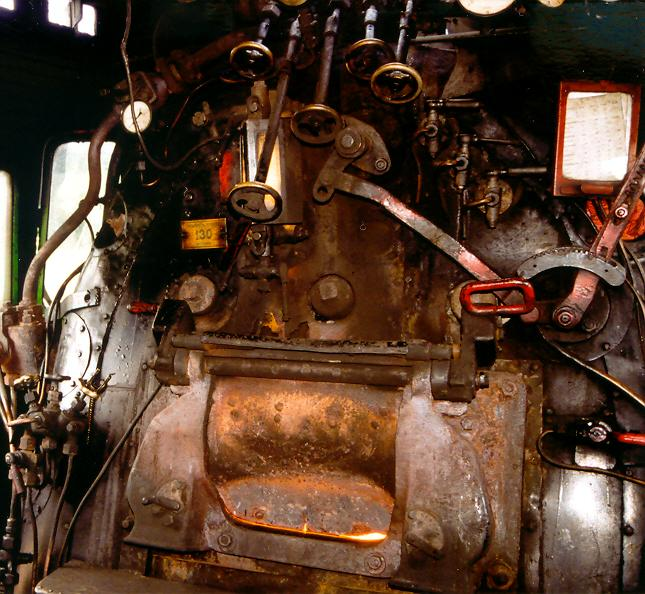
Wnętrze Pm36-2 – widoczna klapa do rusztu paleniska
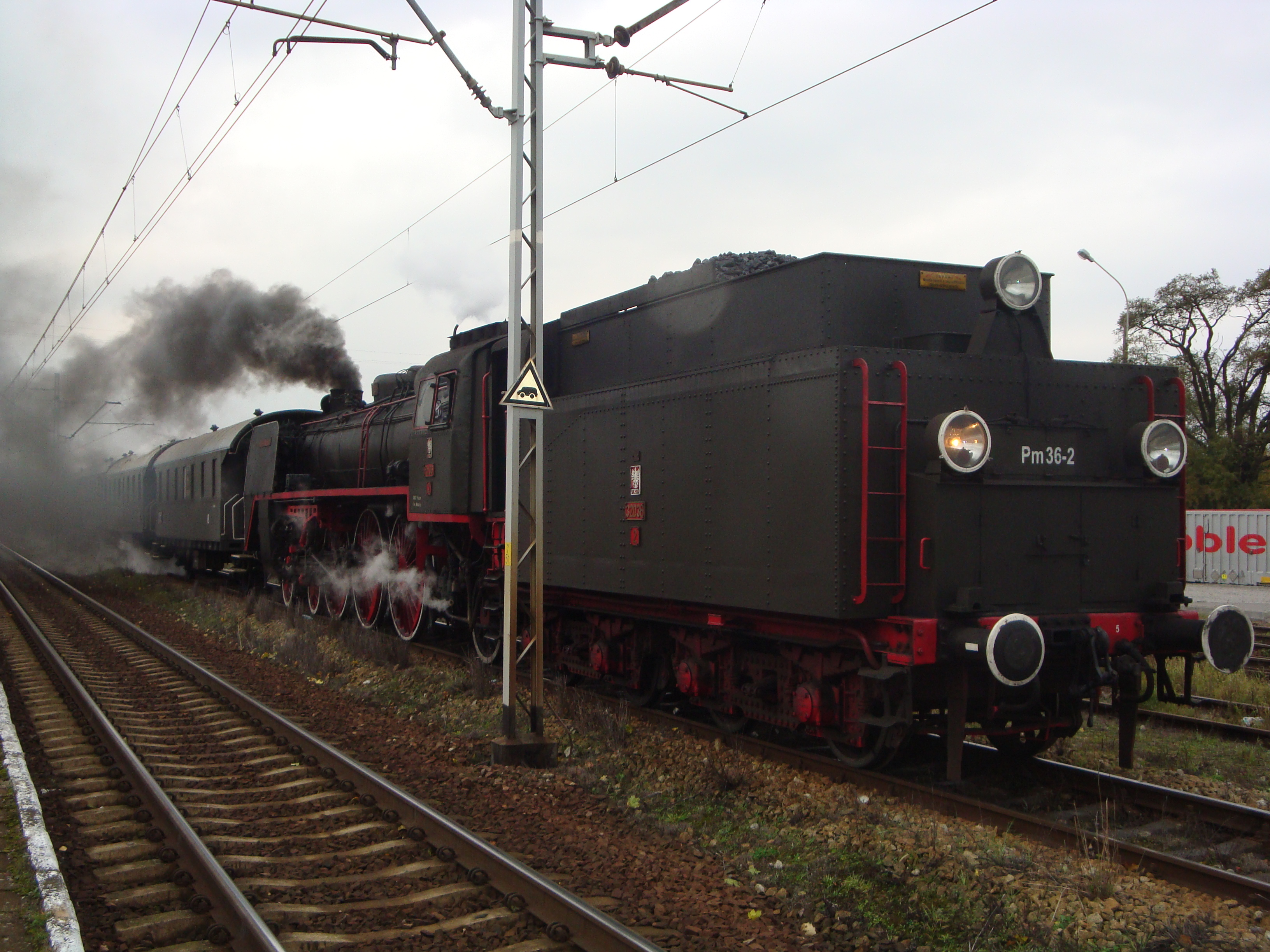
Pm36-2 od strony tendra
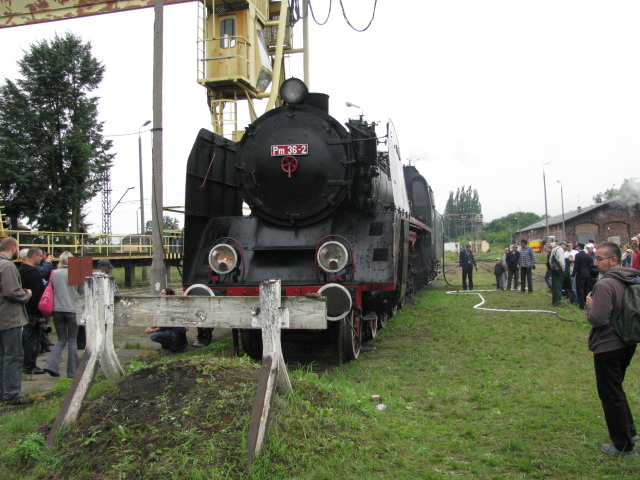
Pm36-2 - 160 lecie kolei w Bydgoszczy 2011 r.
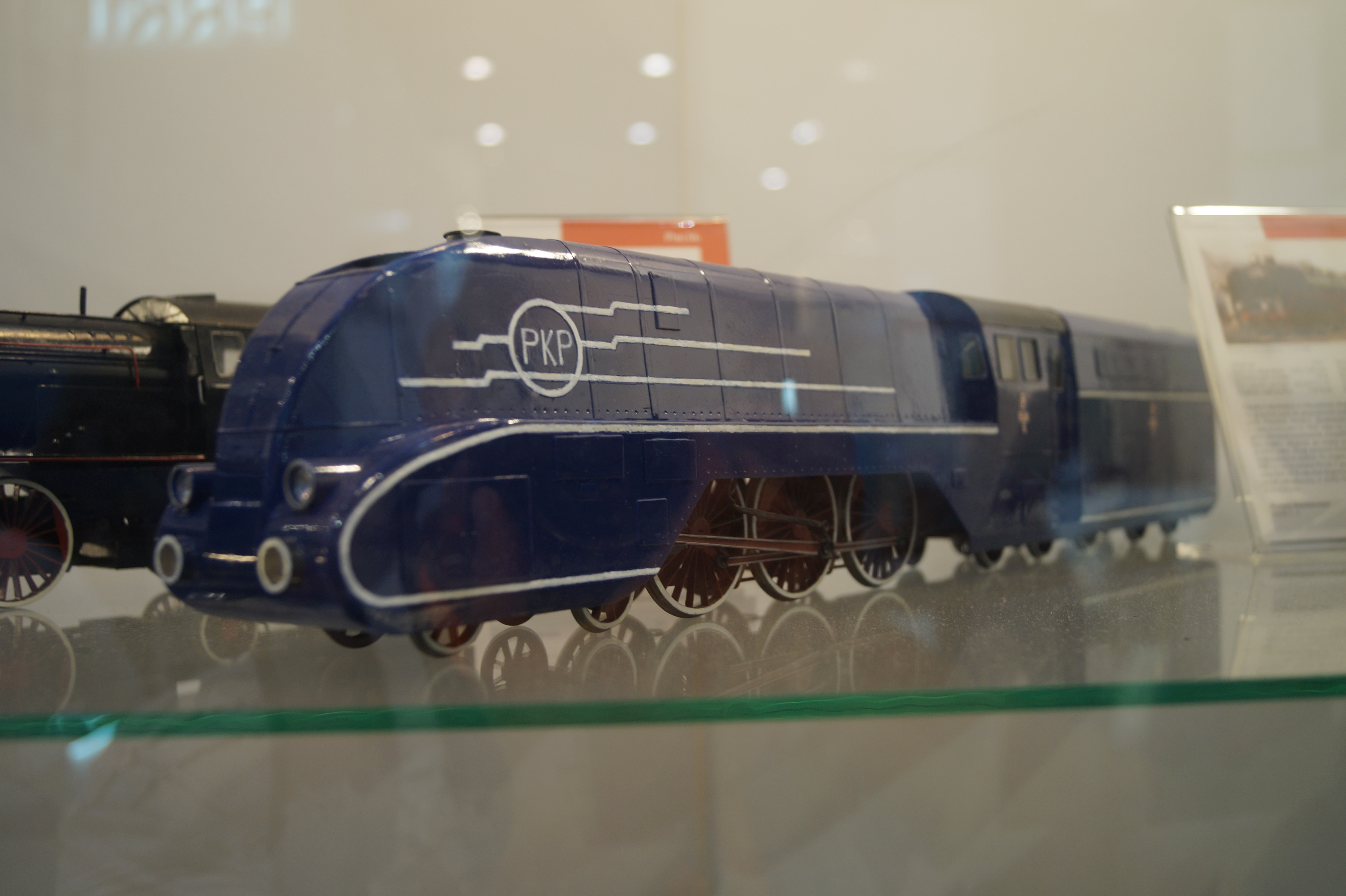
Model parowozu Pm36-1 prezentowany na targach Trako 2015
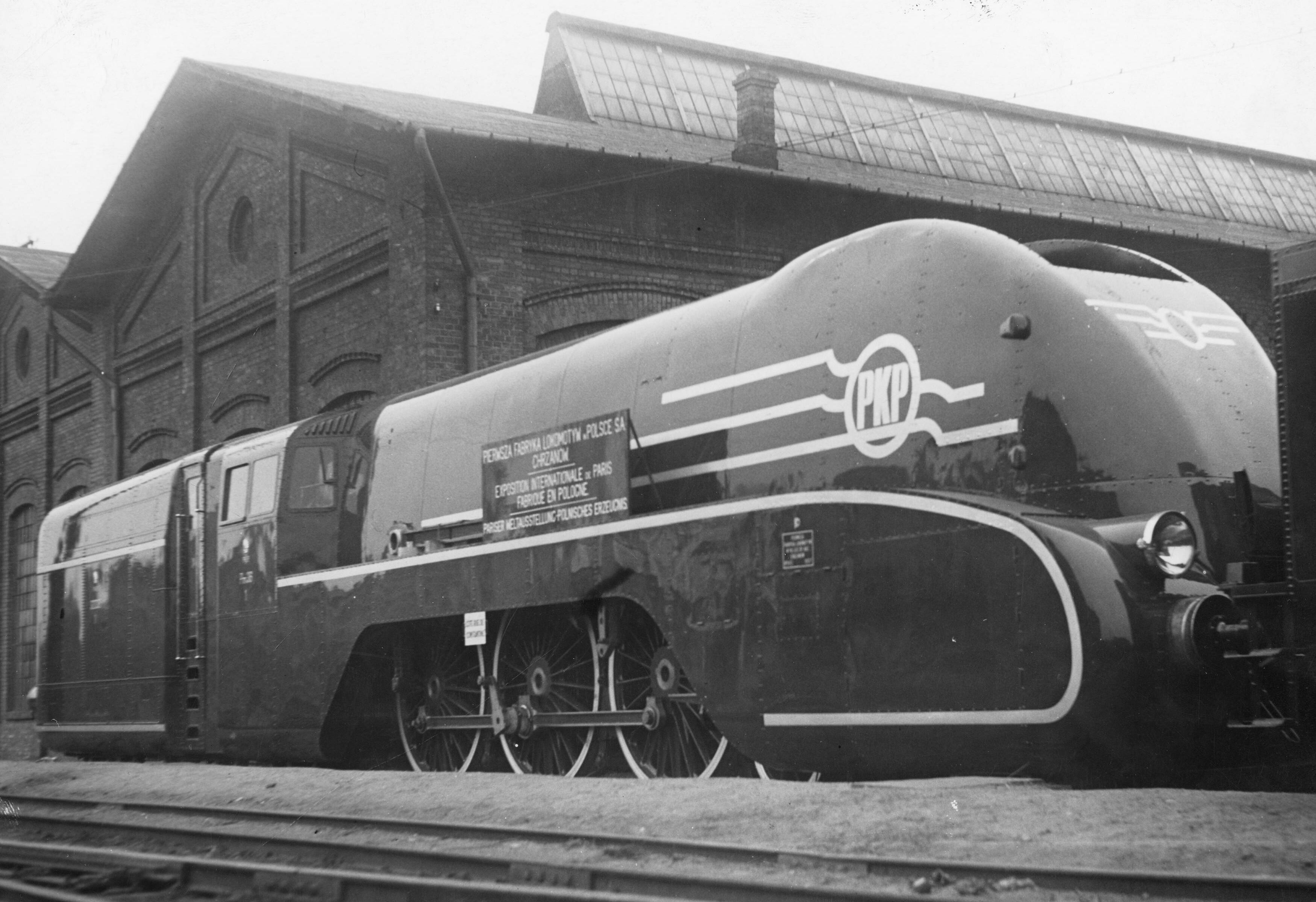
Pm36 z otuliną aerodynamiczną, Wystawa Światowa w Paryżu, 1937
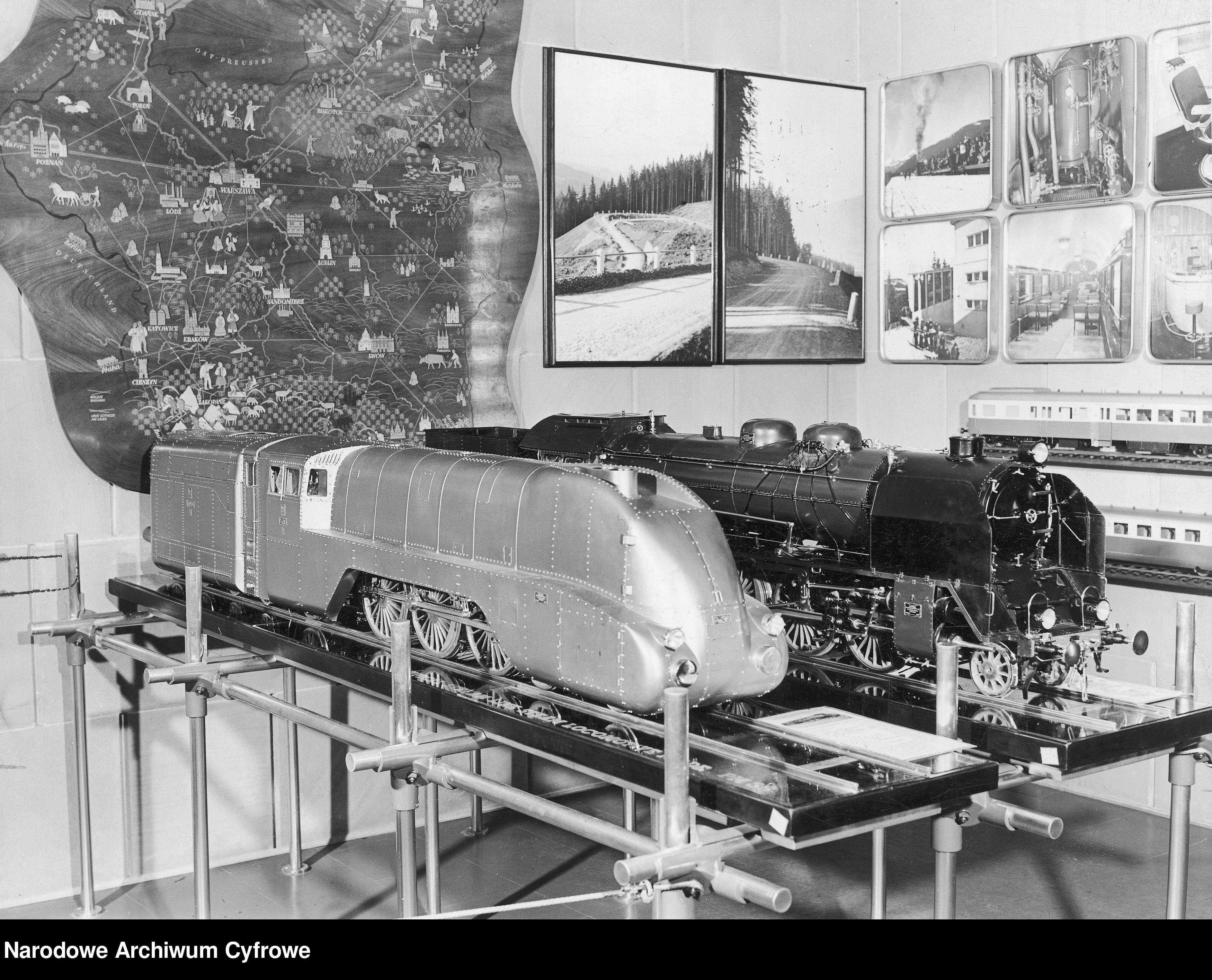
Model Pm36 z otuliną aerodynamiczną, Wystawa Światowa w Nowym Jorku w 1939 roku